# Colonne
Colonne település Franciaországban, Jura megyében. Lakosainak száma 258 fő (2022. január 1.). Colonne Villers-les-Bois, Bersaillin, Biefmorin, La Charme, Le Chateley, Chemenot, Neuvilley és Oussières községekkel határos.

## Népesség
A település népességének változása:
| Lakosok száma | 263  | 234  | 235  | 253  | 265  | 271  | 264  | 262  | 262  | 258  |
|               | 1968 | 1982 | 1990 | 2006 | 2013 | 2015 | 2017 | 2019 | 2020 | 2022 |